# Towa
El towa o jemez és una llengua kiowa-tano parlada pel pueblo jemez a Nou Mèxic. No té forma escrita perquè les normes tribals no ho permeten.

## Demografia
Els seus parlants són principalment agricultors i artesans. L'idioma només és parlat al pueblo Jemez, Nou Mèxic, però com que el 90% dels membres de la tribu Jemez el parlen, no es considera que sigui una llengua amenaçada. El towa eren originaris del pueblo de Pecos, a l'est de Santa Fe (Nou Mèxic), fins al segle xix, quan la resta de membres d'aquesta comunitat es va traslladar a Jemez. Actualment resideixen per la zona d'Albuquerque.
Pràcticament la totalitat dels membres de la tribu parlen towa. D'aquesta se'n sap poc, perquè mantenen cap a la seva llengua una postura conservadora i ritualitzada. D'acord amb les seves lleis, la llengua no pot escriure's ni pot ensenyar-se als qui no pertanyen a la tribu.